# Camberwell
Camberwell è un quartiere di Londra, del Borgo londinese di Southwark, a 4,3 chilometri a sud-est di Charing Cross.
Per un millennio Camberwell fu una parrocchia del Surrey nella diocesi di Winchester. Parte della centena di Brixton, fu solo con la costituzione del Metropolitan Board of Works che venne coinvolta come borgo metropolitano nelle vicende della capitale. Con la riforma amministrativa del 1965 trovò la sua attuale collocazione nel borgo di Londra di Southwark.